# 四家乡
四家乡，是中华人民共和国吉林省长春市二道区下辖的一个乡镇级行政单位。

## 行政区划
四家乡下辖以下地区：
莫家村、十间村、青山村、杂木村、四家村、创新村、光辉村和新光村。